# Sredny Stog-kulturen
Sredny Stog-kulturen var en ukrainsk kobberalderkultur 4.500-3.500 f.Kr. Kulturen er opkaldt efter øen Seredny Stih, der ligger midt i floden Dnepr, og hvor nogle af de første arkæologiske fund fra perioden blev gjort. Kulturen menes at have talt det urindoeuropæiske sprog og dermed stamkultur til alle andre indoeuropæiske kulturer. Kulturen blev fulgt af Kurgankulturer som Jamna-kulturen, en hyrdekultur der spredte sig vestpå.
Kulturen menes at have været en af de første til at tæmme heste til mad og måske til ridning. Kulturen havde permanente bosættelser og levede som jægere og samlere med hold af får og kvæg, kombineret med lavintens dyrkning af emmer, hirse og ærter

## Notes
1. ↑  J. P. Mallory, In the search of Indo-Europeans, 1989 p. 198, Distribution of the Sredny Stog and Novodanilovka sites
2. ↑  J. P. Mallory, "Sredny Stog Culture", Encyclopedia of Indo-European Culture, Fitzroy Dearborn, 1997.